# Почвенно-ландшафтная картография
Подход к агроэкологической оценке земель и проектированию адаптивно-ландшафтных систем земледелия может быть реализован лишь на основе картографических материалов, отражающих ландшафтную дифференциацию условий, которые учитываются при формировании систем земледелия.
Объектами картографирования являются низшие единицы агроландшафта – элементарные ареалы агроландшафта (ЭАА) в их структурно-функциональной иерархии. Они характеризуются определенной структурой почвенного покрова, приуроченностью к элементу мезорельефа, типом микрорельефа, почвообразующими породами, элементарным геохимическим ландшафтом, геохимическими барьерами, микроклиматом, биоценозом. Размеры ЭАА обычно соизмеримы с размерами элементов мезорельефа или формами микрорельефа.
При составлении почвенно-ландшафтной карты используются: топографическая карта масштаба 1:10 000 (1:25 000), аэрофотоснимки, космические снимки, материалы почвенных крупномасштабных обследований Росземпроекта, землеустроительные планы, фондовые материалы (почвенно-мелиоративные, геологические, гидрологические), материалы дополнительных полевых изысканий. На основании их анализа определяется конкретная программа дополнительных полевых исследований.
Материалы почвенно-ландшафтного картографирования и агроэкологической оценки земель обобщаются в виде ГИС агроэкологической оценки земель (АгроГИС). Она включает комплект электронных карт: мезорельефа, крутизны и экспозиции склонов, микрорельефа, почвообразующих и подстилающих пород, микроструктур почвенного покрова, уровня грунтовых вод и т.д.
Количество электронных тематических карт-слоев зависит от сложности ландшафтно-экологических условий и уровня интенсификации производства.
Каждая электронная карта имеет базу данных, содержащую соответствующую тематике карты информацию по каждому контуру. Например, база данных электронной карты микроструктур почвенного покрова может содержать следующую информацию: номер контура; индекс почвенной комбинации; полное название почвенной комбинации; соотношение почв в структуре почвенного покрова, степень сложности и контрастности, положение в геохимическом ландшафте, геохимические барьеры, агроэкологические параметры почв.
Все электронные карты имеют единую географическую систему координат (СК-95, СК-42 или WGS-84) для удобства навигации по ним с использованием GPS/ГЛОНАСС устройств.
Путём взаимного наложения тематических электронных карт-слоев формируется комплексная карта агроэкологических групп и видов земель, то есть элементарных ареалов агроландшафта.
Карта агроэкологических групп и видов земель с базой данных и пояснительной запиской является основным заключительным документом изыскательских работ. В ней содержится вся необходимая информация для принятия проектных решений по размещению сельскохозяйственных культур, дифференциации технологий их возделывания при различных уровнях интенсификации производства, оптимальной организации территории с учетом ландшафтных связей, то есть формирования систем земледелия. Эта информация необходима и достаточна также для проектирования животноводства, решения социально-экологических задач, то есть для разработки проекта внутрихозяйственного землеустройства (проекта сельскохозяйственного производства).
Использование ранее составленных почвенных карт существенно сокращает затраты на проведение изыскательских работ. Для нормального уровня адаптивно-ландшафтных систем земледелия (АЛСЗ) возможна разработка полевой инфраструктуры по материалам почвенных карт масштаба 1:10000 с небольшим объемом дополнительных полевых изысканий. Для интенсивных АЛСЗ и агротехнологий объем их значительно возрастает.
Почвенно-ландшафтная карта должна иметь отчетливую агроэкологическую направленность, отражая все агроэкологически значимые характеристики. Почвенно-ландшафтные карты должны составляться в масштабе 1:10000 или 1:25000 с показом элементарных ареалов агроландшафта и сопровождаться данными по агроэкологической оценке каждого ЭАА. Легенда составляется на базе агроэкологической классификации земель.